# Трегубова Олена Вікторівна
Олена Вікторівна Трегубова (нар. 24 травня 1973 (51 рік), Москва) — російська журналістка і письменниця, публіцист. Пропрацювавши в «кремлівському пулі», написала і опублікувала книгу «Байки кремлівського діггера», після чого отримала низку загроз і була змушена покинути Росію. В даний час проживає у Великій Британії зі статусом політичного емігранта. Її останній роман «Роздруківки прослуховувань інтимних переговорів і перлюстрації приватної кореспонденції» у двох томах вийшов в Україні 2015 р. після того, як практично всі російські видавництва відмовилися приймати його до друку.

## Журналістська кар'єра
Олена Трегубова, за власними словами, вирішила стати журналісткою в серпневі дні 1991 року, оскільки вважала, що «журналісти були героями народу, завжди в опозиції».
Закінчила факультет журналістики МДУ. Журналістську кар'єру почала в «Независимой газете», потім працювала на радіо «Німецька хвиля», в газетах «Сегодня», «Русский телеграф», після його закриття перейшла в «Известия», потім в «Коммерсантъ». З 1997 по 2001 р. входила в так званий «кремлівський пул» — коло журналістів, акредитованих при Президентові РФ.

## «Байки кремлівського діггера»
У 2001 році адміністрація нового президента Путіна відмовила Трегубовій в акредитації. На думку Трегубової, причиною відмови був критичний тон її статей. У 2003 році Трегубова видала книгу «Байки кремлівського діггера», в якій розповіла про закулісний бік життя російської політичної верхівки, підґрунтя справи «Связьинвест», розгону реформаторів у 1997 році, боротьби «Сім'ї» проти Лужкова і Примакова, призначення Путіна, «знищення незалежної політичної журналістики в Росії». Книга відображає діяльність політиків і олігархів, включаючи Бориса Березовського. Трегубова порівнює керівництво країни з «мутантами» з фантастичного фільму — істотами іншої, нелюдської природи, а себе — з діггером в підземеллі серед мутантів. Центральний сюжет книги — неформальна розмова Трегубової з тодішнім директором ФСБ Володимиром Путіним, якого вона оцінює як людину «цілком середню, радянської освіти і пересічного інтелекту, але гнучку».
Книга стала бестселером. Всього було продано 300 тисяч примірників. Книгу поширювали в ксерокопіях ще до виходу в світ. У 2005 році друга книга  вийшла італійською мовою під назвою «Кремлівські мутанти» («I mutanti del Cremlino», видавництво Piemme) (лінк не працює). У вересні або жовтні 2006 третя книга вийшла німецькою мовою («Die Mutanten des Kremls», видавництво Tropen Verlag). Австрійське радіо ОЕ1 зазначало, що книга «Кремлівські мутанти» могла справити враження сповненого ненависті памфлету, але що місцями книга, дійсно, точна і, очевидно, об'єктивна. За оцінкою Berliner Zeitung, книга була погано написаним шедевром, який оголював механізми влади, притому що мова в ній йшла виключно про окремих осіб, перш за все, про особистість автора — жінки виключно самовпевненою.
За словами Трегубової, в Голлівуді їй пропонували написати сценарій на основі книги.
Книга, за твердженнями ЗМІ, викликала «вкрай негативну реакцію» серед кремлівських чиновників, особливо серед її безпосередніх «героїв» — людей з «близького кола» Путіна. ЗМІ стверджували, що Трегубова була поставлена «на особливий облік», за їхнім висловом, «мистецтвознавцями в цивільному» і потрапила в «чорний список» журналістів, неугодних для московської влади. Незабаром після виходу книги Трегубову було звільнено з «Комерсанта» з формулюванням «за прогул», і з того моменту вона не мала постійної роботи в штаті будь-якого російського ЗМІ.
У листопаді 2003 року про книгу був підготовлений великий сюжет на телеканалі НТВ (програма «Намедни» Леоніда Парфьонова). Сюжет був прибраний з мовлення перед самим ефіром, проте вже після того, як був показаний на Далекому Сході (вдень 11 листопада). Зняли його з ефіру за його особистою вказівкою гендиректора компанії Сенкевича. Парфьонов, секретар Спілки журналістів Росії Федотов і ряд громадських діячів розцінили цей факт як акт політичної цензури. Навпаки, у публічних висловлюваннях Сенкевича як мотивування власного рішення фігурували естетичні критерії, він звинувачував матеріал в «хамстві і вульгарності».

## Вибух біля дверей Трегубової
Через три місяці після виходу книги, 2 лютого 2004 біля дверей Трегубової в будинку у Великому Гнездниковському провулку стався вибух. Під двері сусідньої нежитлової квартири було покладено вибуховий пристрій, який мав спрацювати в момент, коли Трегубова, яка замовила по телефону таксі, вийде з квартири. За словами самої Трегубової, її врятувало те, що вона затрималася перед дзеркалом. Спочатку було заявлено, що була використана світлошумова граната, проте згодом експерти встановили, що це був саморобний вибуховий пристрій потужністю 60-80 г в тротиловому еквіваленті; на думку експертів, якщо б Трегубова вийшла у призначений за телефоном момент, вона б опинилася в центрі вибуху, що б призвело до баротравми і сильних опіків.
У ГУВС спочатку заперечували зв'язок вибуху, кваліфікованого як «хуліганські дії», пов'язані з професійною діяльністю Трегубової, заявивши, з одного боку, що «квартира, біля дверей якої стався вибух, в момент вибуху була порожня» і в ній ніхто не проживає з 2000 р., з іншого ж — що бомба призначалася колишньому господарю цієї квартири Юрію Скляру.
Було офіційно заявлено, що Трегубова після вибуху в міліцію не зверталася. Трегубова стверджувала, що вона намагалася дати офіційні свідчення, але міліція не виявила до цього жодного інтересу. 3 лютого, коли про вибух повідомили російські та світові ЗМІ, які інтерпретували його як замах на Трегубову, і «справа набула занадто великий суспільний резонанс», Трегубову викликали на допит в ГУВС Москви. Слідчі Тверської міжрайонної прокуратури відмовилися порушувати справу за цим епізодом, кваліфікувавши його як «хуліганство».
В газеті «Московський комсомолець» наступного дня після вибуху з'явилася стаття, яка стверджувала, буцімто вибух був рекламним трюком, який влаштувалда сама Трегубова для підняття рейтингу книги «Байки кремлівського діггера», вихід якої, за твердженням газети, «благословляли» люди з оточення Бориса Березовського. Також стверджувалося, що Трегубову негайно після вибуху допитала міліція.
Трегубова заявила, що «відповідь на питання про замовників замаху варто шукати в тому факті, що після замаху міліція відмовилася взяти у мене офіційні свідчення». Трегубова зв'язала вибух зі своєю письменницькою діяльністю: «Нещодавно мій видавець Олександр Іванов розповів в інтерв'ю радіостанції „Ехо Москви“, що я пишу другу книгу, крім того, я працюю над західною версією „Байок кремлівського діггера“. Мабуть, комусь це не сподобалося». Організаторами вибуху Трегубова назвала своїх «кремлівських читачів». В інтерв'ю газеті «Коммерсантъ» вона назвала версію про причетність спецслужб малоймовірною, оскільки, на її думку, до президентських виборів Путіну вчиняти замах на неї було невигідно. Історія виходу «Байок кремлівського діггера», спроби влади перешкодити публікації і рекламі, вибух у квартири стали темою нової книги Трегубової «Прощання кремлівського діггера».

## Еміграція
12 жовтня 2006 р., через п'ять днів після вбивства Анни Політковської, Трегубова опублікувала в німецькій газеті Zeit відкритого листа канцлеру ФРН Ангелі Меркель, яка в той день зустрічалася з Путіним. У листі, виданому під заголовком «Мовчання є співучастю», Трегубова звинуватила Путіна у вбивстві Політковської, переслідування свободи слова та порушення прав людини в Росії і зажадала змінити політику щодо Росії з тим, щоб «зупинити політичні вбивства в країні, припинити порушення прав людини і відмовитися від політики ліквідації незалежних ЗМІ в Росії». Після цього, за словами Трегубової, біля її будинку постійно стали чергувати два чоловіки.
Слідом за цим Трегубова покинула Росію і поїхала до Англії, де продовжувала в статтях та інтерв'ю вимагати від європейських політиків вжити більш жорсткий курс щодо уряду Путіна. У березні 2007 р. Трегубовою, в числі інших осіб, цікавилися представники Генеральної Прокуратури РФ. Місяць потому, 23 квітня 2007 року, Трегубова попросила політичного притулку в Англії. За її словами, вона отримала достовірні відомості, що у разі повернення в Росію їй загрожує політичне вбивство. 2 квітня 2008 Трегубова повідомила, що притулок в Англії було їй надано.
У 2015 році в харківському видавництві «Фоліо» вийшов новий роман Трегубової «Роздруківки прослуховувань інтимних переговорів і перлюстрації приватної кореспонденції» в двох томах.

## Твори
- Трегубова, Е. В. Байки кремлёвского диггера. — М.: Ad Marginem, 2003. — 384 с. — 50 000 экз. — ISBN 5-93321-073-0.
- Трегубова, Е. В. Прощание кремлёвского диггера. — М.: Ad Marginem, 2004. — 208 с. — ISBN 5-93321-095-1.
- Lena Swann. Распечатки прослушек интимных переговоров и перлюстрации личной переписки (в двух томах). — Харьков: Фолио, 2015. — ISBN 978-966-03-7173-6 ; 978-966-03-7171-2 ; 978-966-03-7172-9